# Буйволова, Екатерина Дмитриевна
Буйволова Екатерина Дмитриевна (1 мая 1924 года, с. Мелехи, Полтавская область, СССР, УССР — 7 января 1993 года, г. Усолье-Сибирское, Иркутская область) — бригадир комплексной бригады строительно-монтажного треста «Востоктяжстрой» (Иркутская область) Министерства промышленного строительства СССР, Герой Социалистического Труда (1971).

## Биография
Екатерина Дмитриевна Буйволова родилась 1 мая 1924 года в селе Мелехи (ныне Чернухинский район) Полтавской области. 
После окончания в 1940 году Белорецкой школы механизаторов начала работать прицепщицей на тракторе в Павлодарской области.
В 1953 году Е. Д. Буйволова переехала в г. Усолье-Сибирское Иркутской области, где стала работать на строительстве химических объектов. 
В 1956 году поступила на работу в трест «Востоктяжстрой» маляром. Работала маляром, штукатуром, плиточником, а через год в этом же тресте возглавила бригаду отделочников.
В 1961 году бригада Буйволовой Екатерины Дмитриевны в числе первых была удостоена звания «Бригада коммунистического труда», работала на отделочных работах многоквартирных домов, общежитий, детских садов, кинотеатра, больницы, техникума, гостиницы «Усолье», магазинов.   
За выдающиеся успехи, достигнутые в выполнении заданий пятилетнего плана, Указом Президиума Верховного Совета СССР от 5 апреля 1971 года Буйволовой Екатерине Дмитриевне было присвоено высокое звание Героя Социалистического Труда с вручением ордена Ленина и золотой медали «Серп и Молот» .
Была избрана депутатом Иркутского городского и областного Совета депутатов трудящихся, избиралась делегатом XXIII съезда КПСС (1966), а также была избрана делегатом XIII Всесоюзного съезда профсоюзов.
Умерла 7 января 1973 года в г. Усолье-Сибирское.

## Память
- Именем Буйволовой Екатерины Дмитриевны названа улица в посёлке Западный города Усолье-Сибирское.
- В 2012 году на доме № 45 по Комсомольскому проспекту (Усолье-Сибирское), где проживала Е.Д. Буйволова, установлена мемориальная доска.

## Награды
- Звание Герой Социалистического Труда (Указ Президиума Верховного Совета СССР от 05 апреля 1971 года;
- Золотая медаль «Серп и Молот» (05 апреля 1971 — № 16654);
- Орден Ленина (11 августа 1966);
- Орден Ленина (05 апреля 1971 — № 373400);
- медали.